# 埃勒河畔圣母村
埃勒河畔圣母村（法語：Notre-Dame-d'Elle，法語發音：[nɔtʁə dam dɛl]）是法国芒什省的一个旧市镇，属于圣洛区。该旧市镇总面积2.85平方公里，2009年时的人口为135人。

## 人口
埃勒河畔圣母村人口变化图示